# Jakub Wiejacki
Jakub Wiejacki (ur. 1958 w Łodzi) – polski rysownik, karykaturzysta, grafik, projektant tkanin.

## Życiorys
Ukończył studia na Wydziale Włókiennictwa w Wyższej Szkole Sztuk Plastycznych w Łodzi.
Pracował jako projektant tkanin w przemyśle włókienniczym, natomiast rysowanie traktował jako hobby. Debiutował w czasopiśmie „Karuzela”, w którym przez pewien czas publikowano jego prace. Od 1991 natomiast pracuje jako grafik w wydawnictwach prasowych oraz publikuje m.in. takich czasopismach jak: „Polityka”, „Wprost”, „Życie Gospodarcze”, „Playboy", „Dziennik Łódzki".
Brał również udział w konkursach rysunku satyrycznego w Holandii i Belgii. W 1997 otrzymał uzyskał III miejsce w konkursie Satyrykonu w kategorii „satyra”, a w 2002 I nagrodę w kategorii „humor i satyra społeczna”.
Był pomysłodawcą międzynarodowego konkursu na rysunek satyryczny „The Big Boat Of Humour”, którego odbyło się 7 corocznych edycji (od 2006 do 2012). Współorganizatorami wydarzenia były Stowarzyszenie Polskich Artystów Karykatury, Urząd Miasta Łodzi i Łódzki Dom Kultury
Od 2016 jest prezesem Stowarzyszenia Twórców "Contur".